# Mercado del jueves (Beas de Segura)
El mercado del jueves en Beas2 fue instituido por Juana I de Castilla, en Valladolid, el 12 de julio de 1513, a través de una concesión en la que se hace merced y da licencia para celebrar un mercado franco, libre de alcabalas todos los jueves del año desde el amanecer hasta el anochecer; por los muchos y leales servicios que había hecho la villa de Beas a la corona. El lugar elegido para su celebración fue la Plaza Consistorial, y pasó a denominarse desde entonces Plaza del Mercado.
La cédula otorgaba permiso a cualquier vecino o forastero para que vendiese o comprase cualquier género de mercadería. Eso supuso para la villa de Beas ser el centro neurálgico y comercial de toda la comarca de la Sierra de Segura, así como de otros pueblos colindantes, ya que, hasta la fecha era el único mercado que se celebraba semanalmente con carácter oficial en la zona. 
La estructura antigua de la Plaza del Mercado se remodeló, lo que se conoce actualmente como Paseo, esto ocurrió a raíz de la inundación que sufrió gran parte del casco urbano tras el desbordamiento y posterior riada del río Beas en 1955, la ubicación del mercado se trasladó a la recién construida Avenida del Mercado.

## Contexto histórico
Feria no la tiene la dicha villa, salvo un mercado franco el jueves de cada semana, y es franco de alcabala, así para los vecinos, como para los forasteros, por merced especial de la serenísima reina doña Juana, madre del emperador Carlos V; la cual concedió a la dicha villa, estando en la ciudad de Valladolid a quince días del mes de julio de mil quinientos trece años, en recompensa de muchos grandes e leales servicios que la dicha villa había hecho e hizo a la Corona de Castilla, e como consta del mismo título e merced del dicho mercado franco firmado de la dicha serenísima reina doña Juana.
Relaciones de Beas de 1575, capítulo LVIII.

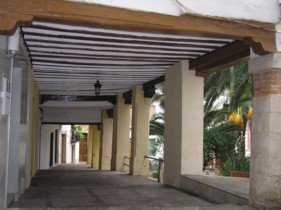
Portalillos junto a la Plaza Nueva donde durante algunos siglos se celebraba Mercado antes de la concesión por Juana I.

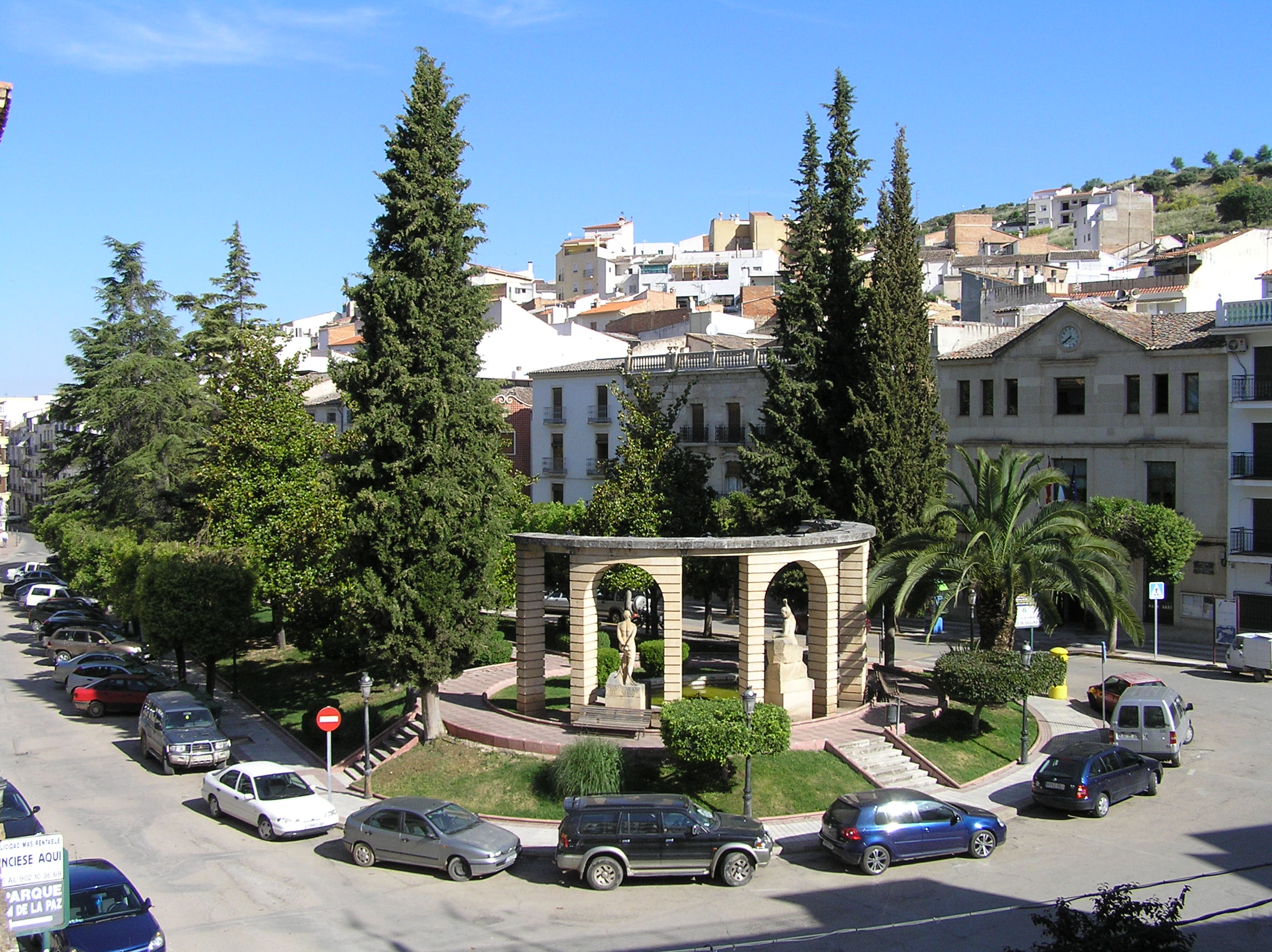
Vista del Paseo de Beas, donde se han sucedido varios nombres: Paseo del Mercado, Paseo del Generalísimo y actualmente Paseo de la Constitución.
Lugar elegido para celebrar el Mercado del jueves hasta el último tercio del.

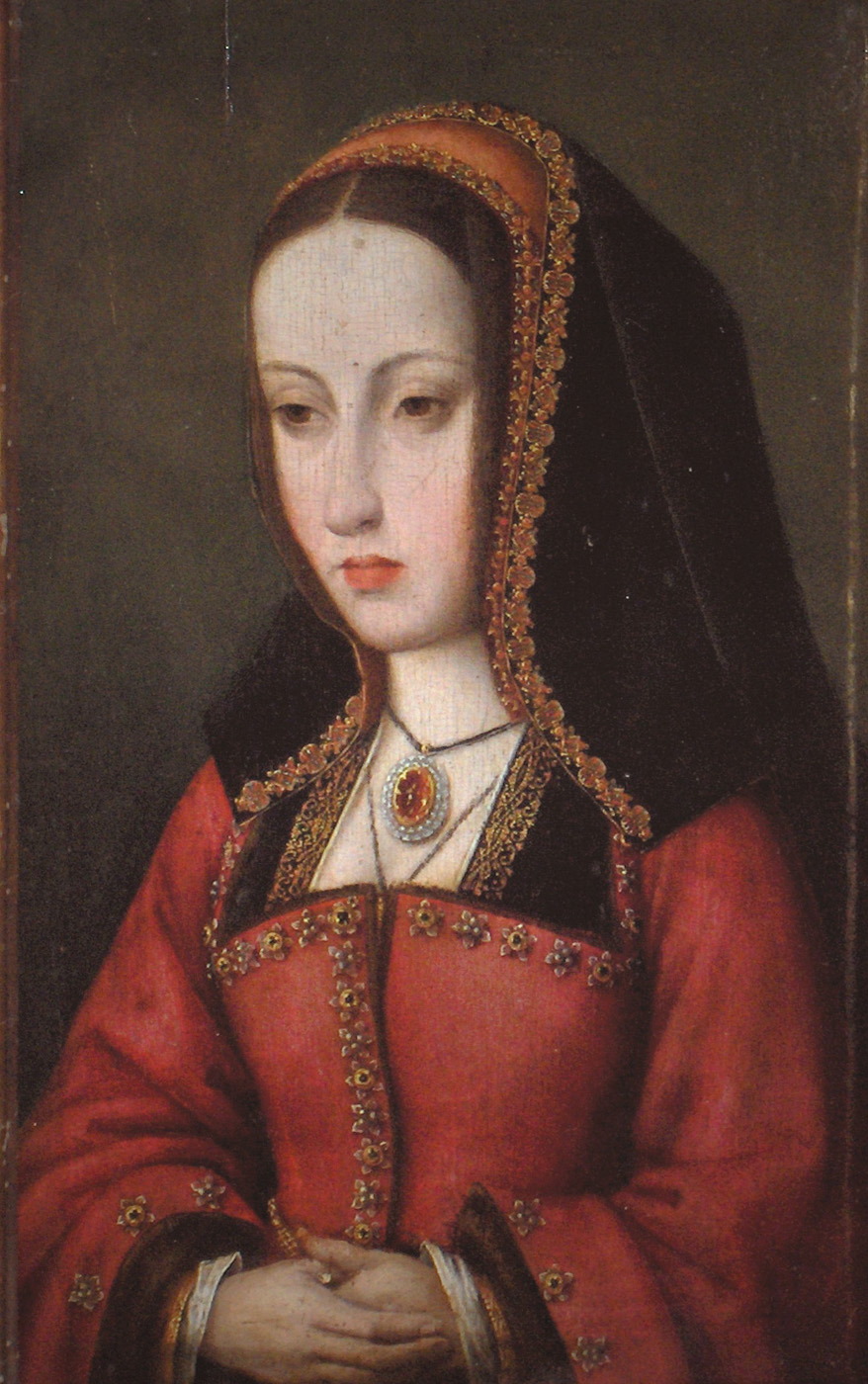
Juana I de Castilla

La actividad de Juana I de Castilla en el verano de 1513 fue muy intensa; su padre, el rey Fernando el Católico, por esas fechas asume otras responsabilidades de la Corte, como los prolegómenos de la conquista de Navarra. Dejó a su hija otros cargos, no menos importantes, como nombramientos y mercedes para Canarias. También presidió una Junta en Valladolid. La propia reina emitió las Leyes de Valladolid con fecha 28 de julio de 1513.
Desde Valladolid, entre todo ese trasiego, la reina mandó a su secretario Lope de Conchillos redactar la cédula de concesión de un mercado franco para la villa de Beas, tomando razón de la misma Francisco de los Cobos. Resaltando entre otras cosas los leales servicios que ofreció la villa en otro tiempo:

Doña Juana por la gracia de Dios reyna de Castilla, de León, etcétera, por hazer bien e merced a vos el conçejo, alcaldes, regidores, caballeros, escuderos, oficiales e omes buenos de la vylla de Veas que es de la provinçia de Castilla e de la Orden de Santiago, por los muchos e buenos e leales serviçios que me avedes fecho e fazedes de el cada día en alguna enmienda e remuneraçion de ellos e por que de aquí delante esa vylla se pueble, enoblesca más e sea  mejor probeyda e abastada de los mantenimientos e cosas necesarias. Tengo por bien e es mi merced que desde oy día de la dada desta mi carta en adelante para syempre jamás, aya en ella vn mercado franco por el día del jueves de cada semana, (sic).
Fragmento de la cédula de concesión. Valladolid, 12 de julio de 1513.

### Leales servicios de la villa de Beas
En el último capítulo de las relaciones, dice así:

Y ten, respondiendo a lo que su Majestad manda, que se le dé algunas de las demás cosas en particular que en la dicha villa hay, que sean dignas de memoria, se dicen y certifican a Su Majestad que en el levantamiento y rebelión del Reino de Granada, en general todos los vecinos de esta villa tuvieron en ir, como fueron muchos pobladores, con armas al campo de Su Majestad y del Marqués de los Vélez, como al Duque de Sessa, en el que murieron muchos pobladores vecinos de esta villa. Y en general fue muy vejada de los asientos ordinarios de compañías que por esta dicha villa pasaban, sustentando a los soldados y capitanes, y dándoles bagajes a costa de los dichos vecinos populares.

Y fue tanta la costa que a esta dicha villa iba dándoles, sin poder, que se entiende y ha visto haber mucha quiebra en las haciendas de los dichos vecinos, y algunos totalmente perdidos y pobres, llevándoles sus bestias y perdiéndolas, y no poderlas haber, ni obrar. Porque como esta villa era paso para el dicho Reino de Granada vino tiempo de juntarse en ella once compañías en que venían más de mil quinientos hombres que fue del tercio de Francia, y estuvo en la dicha villa a consta de los vecinos  seis o siete días en todo lo cual y lo que los vecinos perdieron de sus labranzas y crianzas seria en más cantidad de cincuenta mil ducados.
Relaciones de Beas de 1575. Colofón.

Por lo que Juana I de Castilla se refería a estos acontecimientos en que estuvieron vinculados los vecinos de Beas. La buena diplomacia, y la amistad que unía a Miguel Pérez de Almazán con la reina, fue el detonante para tal concesión, además de los propios intereses del Comendador respecto a Beas.

### Encomienda de Beas
En la encomienda de Beas, los derechos de la jurisdicción, las carnicerías, los monopolios, diversos censos inmuebles y raíces, estaban reservados al comendador. La principal partida la constituían los diezmos, en especial los del ganado, el cáñamo y el  lino, duplicando su valor en 1525; el maestre solo se llevaba el pedido. La iglesia se reedificó en 1495, estando dedicada a Nuestra Señora de Gracia, y las seis ermitas existentes estaban bajo la advocación de San Sebastián y Santa Rufina, San Juan, San Agustín, Santa María y San Miguel. Hubo un monasterio de franciscanos y un convento de Clarisas. En 1468, llegó a tener cuatro mil habitantes, ocupando el tercer lugar en importancia de toda la Provincia, siendo la mejor villa, después de Ocaña, pero en años posteriores empezó a perder población; solo en 1575 logró recuperar el tope inicial. El número de Caballeros de premia era el mayor de las actuales localidades giennenses, solo en pugna con Siles, lo que se corresponde con el número posterior de hidalgos. Sin embargo, la mayoría de la población era pobre, y solo unos pocos privilegiados superaban los 7000 ducados de cuantía. Existía la encomienda al menos desde 1329. Cuatro importantes linajes se sucedieron en ella: Valderrábanos, Enríquez, Almazán y Suárez de Figueroa.

### Comendadores
La posición privilegiada que ocupó Miguel Pérez de Almazán en la Corte y la confianza que gozó de los reyes, le otorgó el favor de la concesión de un mercado franco para la villa de Beas de la que era comendador. Eso supuso el incremento del comercio agrícola y ganadero, y en especial de la industria textil, que comenzaba a despuntar con la fabricación de paños y la manufactura del lino y el cáñamo, lo que representaba unos pingües beneficios que llevó a posicionar la encomienda de Beas como una de las más principales de la Orden de Santiago dentro del Campo de Montiel.
Con fecha 6 de noviembre de 1510 Juana I de Castilla dio una Real Provisión que hace merced a Miguel Pérez de Almazán del oficio de fundidor y marcador del oro de la isla de La Española, quien delegó esa a su vez esa tarea en Miguel de Pasamonte. Asimismo el 20 del mismo mes se dio orden a Diego Colón para la entrega de los aparejos y pertrechos para la fundición. Ese título era de carácter hereditario, y no fue hasta el 11 de abril de 1540 cuando Carlos V se lo transmitió a Juan Pérez de Almazán. Dicho cargo también lo ostentó desde 1527 Francisco de los Cobos.

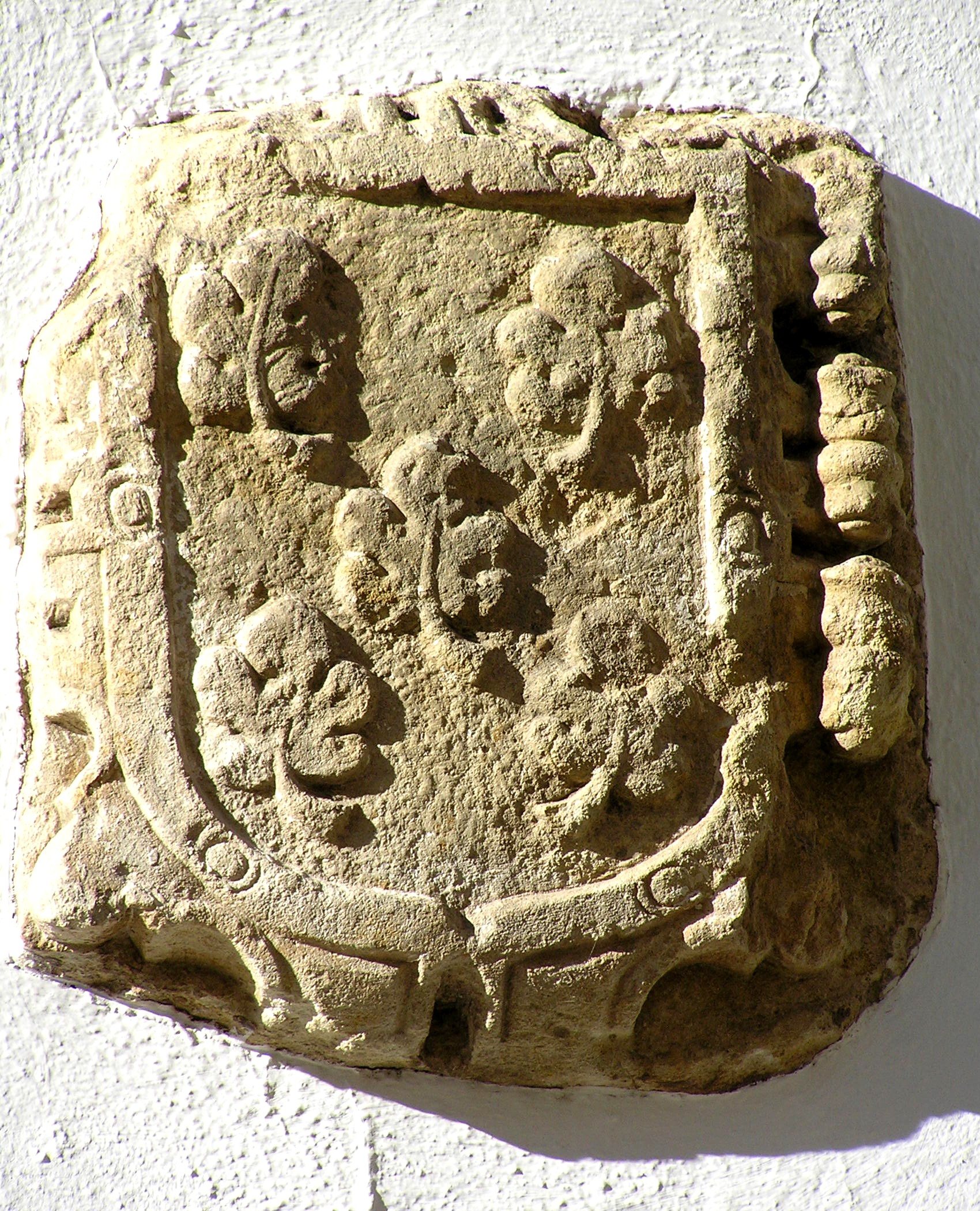
Blasón de los Figueroa.

A la muerte de Almazán en abril de 1514, su mujer, Gracia de Albión y sus dos hijos, Miguel y Juan, cayeron en el olvido, pues el rey murió en 1516, y no fue hasta que su nieto Carlos V reconoció la valía de Almazán y se preocupó del único hijo que quedaba, Juan, al que le otorgó la encomienda de Beas en 1525 que la mantuvo hasta su muerte en 1547. Año en que el rey entregó la encomienda a la casa de Feria, a su titular Gómez Suárez de Figueroa.
Cuando le fue concedida la encomienda de Beas a Gómez Suárez de Figueroa, esta ocupaba un modesto lugar dentro del conjunto de la Orden de Santiago, con unos ingresos alrededor de 2558 ducados. En la provisión de la entrega de la encomienda por Carlos V se hace mención a la media anata, que consistía en gastar en obras, reparaciones y mejoras de edificios y propiedades la mitad de las rentas de la encomienda por dos años tras quedar vacante esta. Dentro de las rentas, estaban los diezmos del  cereal, del ganado lanar y caprino y los del cáñamo y lino, entre los principales.

## Contexto económico
Los Reyes Católicos advirtieron el enorme patrimonio económico y por tanto la gran capacidad de influencia que habían acumulado las Órdenes Militares, en especial la de Santiago. Con el doble propósito de reducir el poder nobiliario y de paliar la ruina económica y patrimonial de la Corona de Castilla (causada por las continuas concesiones regias a los nobles), Fernando e Isabel incorporaron a la Corona los Maestrazgos de las Órdenes de Calatrava (1487), Santiago (1493) y Alcántara (1494), por concesión vitalicia del pontífice Inocencio VIII. Años más tarde (4 de mayo de 1523), una bula del papa Adriano VI vinculaba los Maestrazgos de estas tres Órdenes Militares a la Corona castellana con carácter perpetuo.

Una vez que se reconquistó Granada y unificado el territorio castellano, ya sin enemigos, las Órdenes Militares dejaron de ser necesarias, lo que supuso su declive y conllevó a la transferencia de sus cuantiosos bienes acumulados durante la reconquista a la autoridad real, así las tierras, villas, lugares y castillos pasaron a formar parte de la Corona, y con ello la nobleza tuvo que someterse al poder real. Las Órdenes llegaron a ser una institución honorífica, y una vez incorporados los Maestrazgos a la Corona, se creó el Consejo de las Órdenes Militares, concediendo el rey en ocasiones los bienes de las encomiendas o señoríos de la Orden de Santiago, como fue el caso de Beas.
El descubrimiento del Nuevo Mundo repercutió también con la entrada de nuevos cultivos que se adaptaron bien al clima y al terreno, y con ello un cambio de hábitos alimenticios con la introducción de nuevos productos como el tomate, maíz, tabaco, etc, que en pocos años se integraron plenamente en las costumbres cotidianas. No ocurrió lo mismo con la patata, que no empezó a consumirse hasta el siglo XIX.
Beas desde su reconquista en el siglo XIII estuvo regida por el Fuero de Cuenca, que otorgaba una serie de privilegios regulados por unos derechos y exenciones para facilitar la llegada de nuevos pobladores, con repartimientos de tierras quedando estos libres de cargas e impuestos mientras tuviesen casa habitada, a excepción del pago en los arreglos de murallas. Todo ello acompañado de carta puebla, fuero juzgo y mero et mixto imperio para que los nuevos moradores se sintiesen protegidos en un territorio de frontera como era entonces Beas.
El fuero también amparaba el derecho de propiedad de la tierra y regulaba precios y salarios, así como pesos y medidas. Poco a poco se fueron creando gremios artesanales y de comerciantes, como panaderos, taberneros, especieros y carniceros entre otros, son los que se encargan de la venta de productos básicos. Dos siglos más tarde el panorama solo se ve afectado a los vendedores de textiles, ejemplo claro son los tributos pagados de la alcabala de viento, así el forastero pagaría un maravedí por cada vara de tela vendida. El siglo XVI fue testigo de un espectacular fenómeno económico llegando a todos los rincones de Castilla.

### Los productos

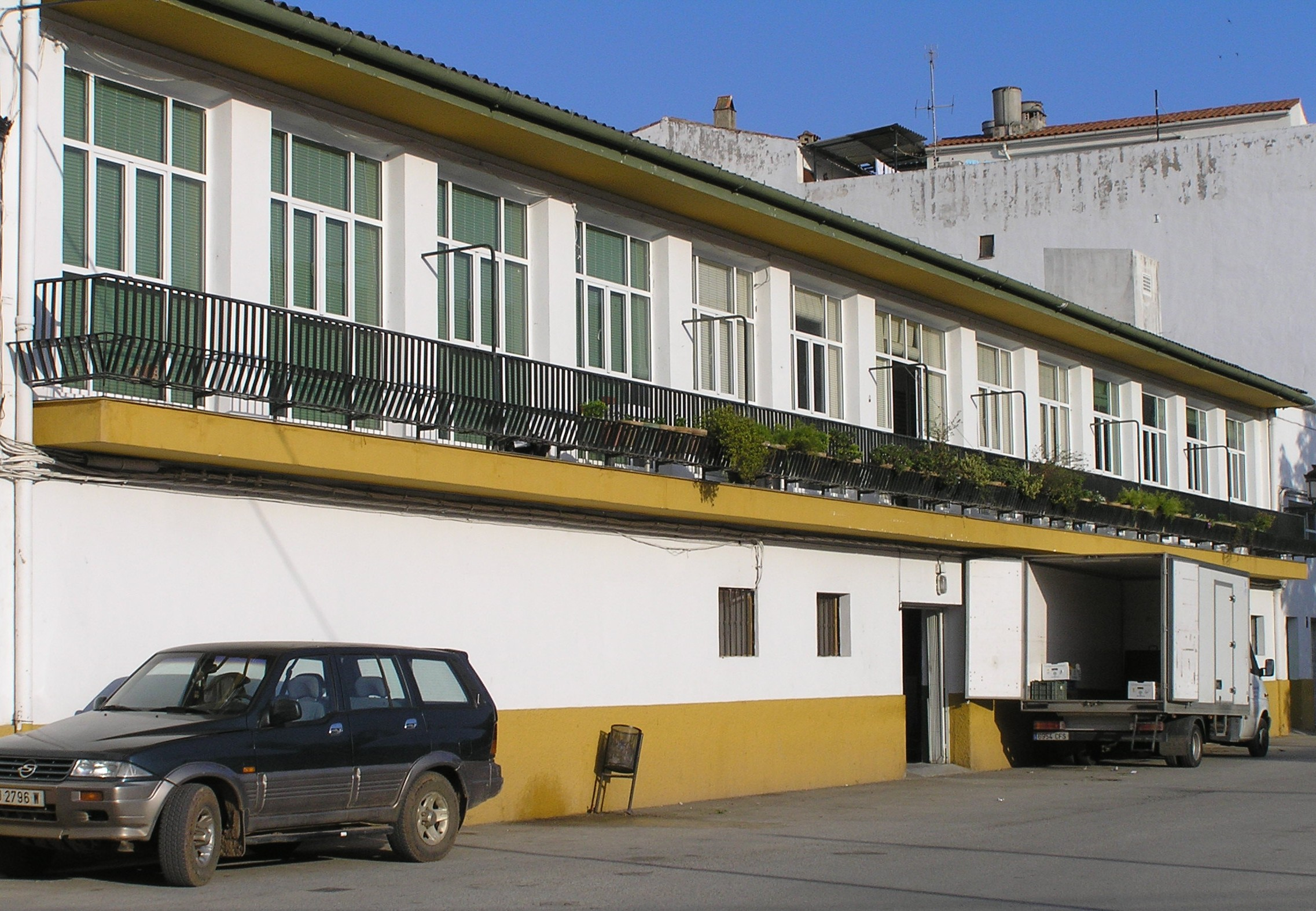
Mercado de abastos, situado junto donde se hace el mercado los jueves.

Beas, a mediados del siglo XV, era un municipio con una sólida estructura económica, donde además de la agricultura y la ganadería, tenía mucha importancia la industria manufacturera, principalmente el sector del textil, así lo atestiguan la cantidad de molinos, batanes y aceñas que había en la villa en esa época. El lino y del cáñamo eran los dos productos esenciales en la economía de Beas, y su cultivo sustentaba una importante industria textil, que empleaba batanes, telares, tendederos, etc, en la fabricación de paños, telas y otros productos como los tintes, resultando a su vez un prolífero negocio. El curtido de pieles empleando en su elaboración el zumaque y el tanino, extraído de la corteza de algunos árboles, lo que viene a llamarse la tenería, y se usaba el cuero para hacer odres, aljabas, botas, sandalias, aderezos para los animales de labor, etc. Todo ello suponía un importante comercio acompañado de importantes ingresos. 
Los principales productos que se comercializaban aparte del lino y del cáñamo, fueron el trigo, la cebada, el centeno, escaña y avena, que se iban rotando en la tierra. En el siglo XVI ya existían cuatro hornos de pan: el de El Mercado, Arrabal, Repullete y el de La Morería.
Los frutales y las huertas o cañamares (que también se les llama así), eran cuantiosos gracias a la buena vega con tierra fértil y abundancia de agua; se criaban productos hortofrutícolas de excelente calidad, aunque poco a poco han ido dando paso al olivar o se han abandonado, quedando en la actualidad poco terreno cultivado que no sea olivar, lo que provocó un fuerte retroceso a partir del siglo XVII en la industria pañera a causa de la falta de tierras y de pastos. Otros productos que se elaboraban eran el queso, lana, vino, miel, cera, enjambres, etc. Respecto al ganado, becerros, bueyes, caballos, yeguas, potricos y borricos; ganado lanar y cabrío, pollos y lechones, etc.
En la parte baja del término de Beas la tierra es arcillosa, y por tanto propicia para la fabricación de tejas, ladrillos, tubos de arcilla, etc, que se elaboraban desde principios de la primavera hasta la finalización del verano. Este es el origen de topónimos como Las Tejeras o La finca de la Teja. Hasta los años 70 estas tareas se llevaban a cabo inmediatamente después de la recogida de la aceituna, y al finalizar la molturación se empezaban a fabricar, principalmente en la orujera de Beas y en la fábrica de Santa Isabel. En la construcción de viviendas se empleaban mucho los adoves, que se hacían artesanalmente a pie de obra con un molde, mezclando barro y paja y era muy utilizada también la toba por su gran cantidad en la zona y fácil manejo.  
La existencia de varios yesares en la zona y cerca de la población, facilitaba la extracción del yeso para cerca construir caleras y hacer la cal. De las canteras se extraía una piedra de muy buena calidad.

### Ordenanzas
Los mayordomos fieles o almotacenes eran los encargados de revisar periódicamente los pesos y medidas, verificando su exactitud de conformidad con el patrón establecido para cada ciudad o villa por su Concejo. La unidad de pesos y medidas era puramente local y variaba de un lugar a otro, lo que creaba serios inconvenientes cuando el comercio se ejercía en un ámbito de acción mayor que el de cada término. Pronto tuvieron los monarcas que dictar leyes comunes a todo el territorio para acabar con la anarquía que reinaba en este terreno. Con ese fin, en 1347 ordenaba Alfonso XI que en sus reinos los pesos y medidas (fueran) todos uno, dando al mismo tiempo las unidades correspondientes: el marco de Colonia de ocho onzas, para el oro y la plata; para las restantes mercancías que se vendían al peso, el marco de teja de ocho onzas. Para los paños se tomaba como modelo la vara castellana, tal y como lo poseía Burgos, prescribiéndose, además, según la medida de Toledo, la fanega de doce celemines y la cántara de ocho azumbres, para el pan, el vino y las otras cosas que se suelen medir. Poca aplicabilidad, sin embargo, debieron tener esta serie de disposiciones a juzgar por su continua repetición y confirmación por parte de Enrique II, Juan II, Enrique IV y los Reyes Católicos.

### Otras actividades comerciales
La concesión de la feria de Beas fue en 1782, un año después que la de Alcaudete. A partir del 16 de septiembre de 1873 la feria se dedicó en honor a la Virgen de la Paz, cuya ermita se inauguró ese mismo año.
Empezó celebrándose los días 17, 18 y 19 de septiembre, agregándole posteriormente un día más, el 20. Giraba en torno a la agricultura y la ganadería, ejes principales del soporte económico del municipio. Se trataban asuntos de aparcería, que se confirmaban para San Miguel, coincidiendo con el final del año agrícola. También se vendían e intercambiaban productos del campo y artesanos o enseres para el hogar. Era importante el sector textil de paños, curtidos, telas, etc. 
La feria de ganado de Beas, perdida en la década de los años 70, se vendían o cambiaban animales, y junto a la de La Puerta de Segura, celebrada del 20 al 23 de septiembre, para San Mateo, eran las dos ferias de ganado más importantes de toda la Comarca de Segura y su entorno. Entrada la década de los años 80, la feria empezó a perder ese carácter comercial, convirtiéndose más bien en lúdica, e incluso cayeron en decadencia aquellas verbenas amenizadas por los cantantes y grupos musicales más famosos del momento.
Era típico el 14 de septiembre, día de la Exaltación de la Santa Cruz, bailar Los Cristos y Las Pesás, coincidiendo con el Cristo de la Vera Cruz en vísperas de la feria, -actualmente estos bailes han resurgido-. Esta tradición viene por la permanencia durante varios siglos de un convento de franciscanos en Beas hasta la desamortización de Mendizábal.

## Evolución del mercado

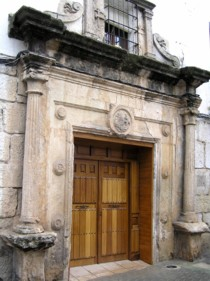
Fachada del Juzgado de Paz de Beas de Segura, anteriormente había sido Carnicería del Concejo

El rey era el único que tenía potestad –regalía– para establecer nuevos mercados. Así lo expresaba Alfonso X el sabio, en las Partidas, estableciendo: 

Ferias e mercados en que usan los omes a fazer vendidas, e compras, e cambios, non las deuen fazer en otros lugares, si non en aquellos que antiguamente acostumbraban fazer. Fueras ende, si el rey otorgasse por su priuilegio, poder a algunos lugares de nueuo, que las fiziesen.

Al recortar los Reyes Católicos, gran parte de los derechos que poseían las villas, y al hacerse administradores perpetuos de las órdenes militares, algunas villas y lugares pequeños sufren un retroceso en cuanto a número de habitantes, es el caso de Beas, que a principios del siglo XVI, pierde parte de su población, y con el fin de recuperar una estabilidad, era crear mercados francos, estimulando de esta forma la vida mercantil, el tráfico y movimiento que lleva consigo, favoreciendo la prosperidad, y el crecimiento de la población.
El mercado ha estado sometido a las estructuras jurídicas necesarias para protegerlo y defender sus relaciones mercantiles, y para garantizar la seguridad de quienes acudían a él para negociar mercancías. Por eso el mercado medieval es un lugar determinado para intercambios de productos y de relaciones comerciales en una fecha periódicamente fijada, al mismo tiempo que su organización ofrece una serie de garantías y seguridad con la intervención pública, que corría a cargo del Concejo, el cual disponía con autoridad la marcha del tráfico, regulaba la provisión del mercado,  fiscalizaba y garantizaba los convenios, imponía los precios, etc, en cumplimiento de sus propias Ordenanzas.
La mala situación económica empeoró a principios del siglo XVIII, con el comienzo de la guerra de Sucesión. Sus aportaciones en armamento, bestias, moneda y tropas fueron continuas, a pesar de la hambruna y los infortunios que padecía. Inmersa en la crisis general de España vio como el pasado esplendoroso de la población de Beas se iba apagando: la falta de una política sólida, la subida de los precios por las malas cosechas, la injusta presión fiscal para guerras, la corrupción, los privilegios del clero y la emigración a Indias, fueron algunos de los factores que contribuyeron a esa merma. Todo ello fue provocando el empobrecimiento local, agravando las diferencias sociales y aumentando la miseria de la mayoría de los vecinos.
La dinámica actividad en la industria de cueros y paños también sufrió un notable receso a causa de la deficiente ganadería local, sin tierras para pastos, concentradas en manos de poderosos y de pesadas cargas de impuestos difíciles de soportar que gravaron a industriales y ganaderos.
A día de hoy se establecen 66 puestos con diversos productos, que dan trabajo a unas 143 personas. La parte de alimentos se ubica en frente del Mercado de Abastos y luego siguen los puestos a lo largo de toda la avenida, donde hay gran cantidad de ropa y calzado principalmente y en menor proporción utensilios para el hogar, flores, bisutería, artículos de decoración, etc. La gran mayoría de los vendedores ambulantes son forasteros, exceptuando algunos vecinos que venden principalmente productos de la huerta y prendas de vestir.

## Ubicaciones

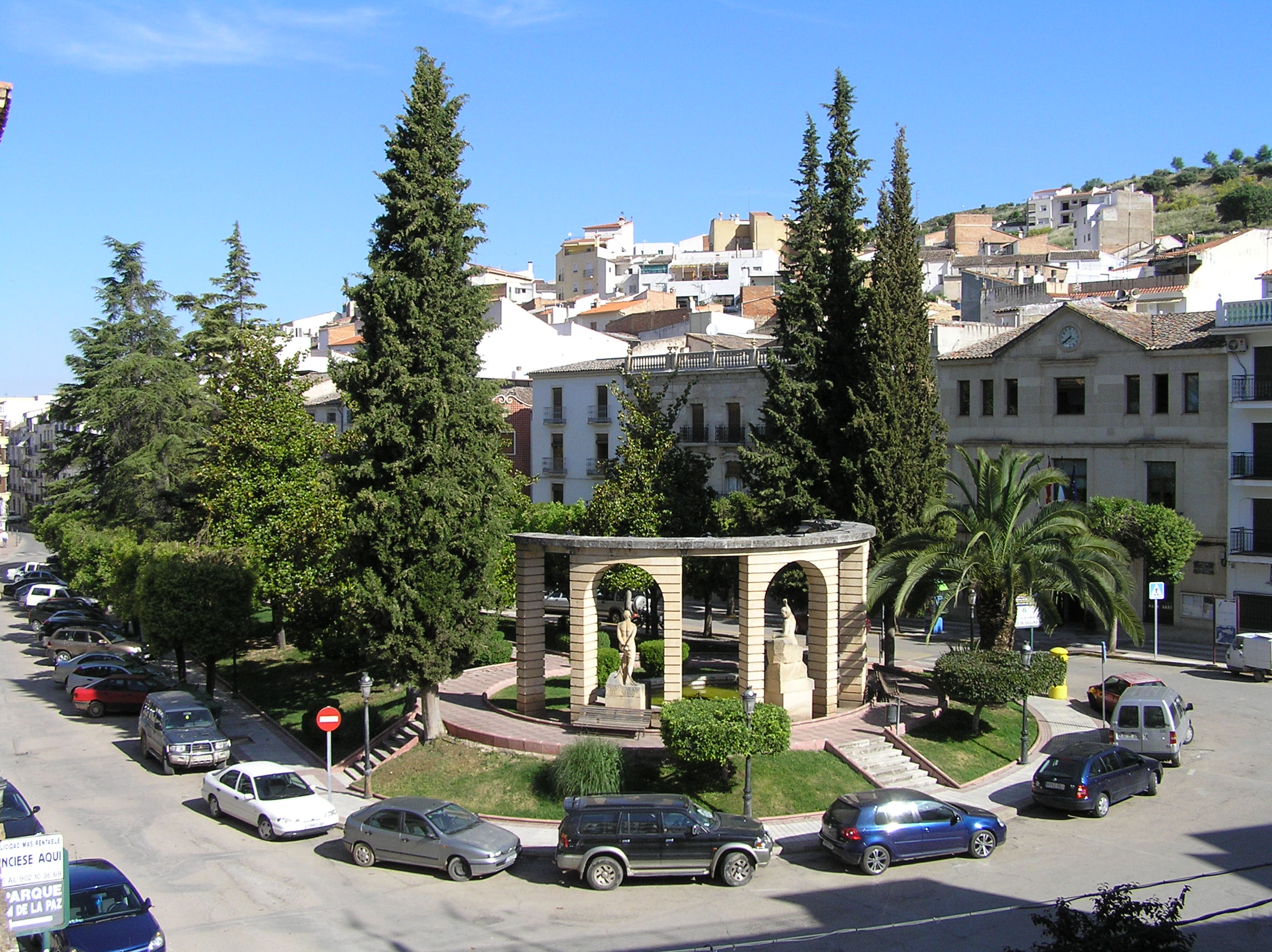
Paseo de la Constitución, llamado antiguamente Paseo del Mercado

Con anterioridad a la reconquista de Beas, ya existió en época islámica un zoco (del árabe, سوق sūq), donde desarrollaban sus habitantes actividades y transacciones comerciales casi a diario en el tejido urbano y principalmente en los alrededores de su Mezquita Mayor, (lo que es hoy la Iglesia Parroquial), que era el centro neurálgico, y en ocasiones, en plazas cercanas, como la Plaza Nueva, no faltando un buen surtido de productos. Esto continuó al menos durante los siglos XIII y XIV, cuando convivieron en Beas varias etnias, aportando distintas culturas como fueron la musulmana, judía y castellana, manteniendo un perfecto equilibrio, teniendo cada una de ellas un estatus social legal y tolerante.
En 1351 Pedro I nombró un alcalde de sacas que tenía jurisdicción entre Ontur y Beas, sin depender de la Orden de Santiago, pero actuando en su demarcación, con el fin de impedir la extracción de géneros, productos y mercaderías, para así evitar abusos.  A comienzos del siglo XVI los Reyes Católicos nombraron un Juez de los Estancos y Nuevas Imposiciones que recorría las villas de la Orden y suspendía hornos y portazguillos ilegales, (de ahí el nombre de Portalillos, a los soportales junto a la Plaza Nueva).   
Con el nuevo privilegio del mercado franco, los jueves se suspende cualquier actividad de compra y venta en arrabales, calles y plazas a excepción de la Plaza del Mercado, lugar destinado para su celebración durante todo el día. Los vecinos y forasteros que tenían o traían sus mercaderías no podían realizar transacción alguna hasta el jueves al despuntar el día. 
Después de la última riada de 1955, que afectó a la parte del pueblo que apegaba al río Beas, como la calle Ancha, Paseo y Angosto, al igual que el barrio de Las Casas Nuevas por desbordamiento del arroyo de Valparaíso. Por los años 60 se hicieron dos canales en ambas laderas del municipio, también se emplazó el cauce del río, todo ello para evitar nuevas catástrofes; la antigua zona de huertas aledañas al río se acondicionó como parque y en la orilla opuesta se construyó una gran avenida denominada del Mercado, lugar donde se celebra desde entonces el mercado los jueves por la mañana.